# (5108) Lübeck
(5108) Lübeck, désignation internationale (5108) Lubeck, est un astéroïde de la ceinture principale.

## Description
(5108) Lubeck est un astéroïde de la ceinture principale. Il fut découvert le 21 août 1987 à La Silla par Eric Walter Elst. Il présente une orbite caractérisée par un demi-grand axe de 2,31 UA, une excentricité de 0,11 et une inclinaison de 6,4° par rapport à l'écliptique.
Cet astéroïde est nommé en l'honneur du compositeur et organiste Vincent Lübeck (1654-1740).

## Compléments